# Pinkernelle

Verbreitung des Namens Pinkernelle nach PLZ

Pinkernelle ist ein deutscher Familienname, der bis zurück ins 14. Jahrhundert in Akten belegt ist und im Mittelalter relativ verbreitet war. Der Name setzt sich zusammen aus dem mittelhochdeutschen Wort für Nagel (Neil) und dem lautmalerischen Verb ‚pinken‘ oder ‚pinkern‘, das ‚schlagen, hämmern‘ bedeutet. Damit lässt sich der Familienname Pinkernelle als eine Berufsbezeichnung für einen Nagelschmied deuten. Eine andere Quelle gibt den Namen als mögliche Abkürzung des Namens Pink Cornelius (Schmied Cornelius) an.
Es gibt auch andere Schreibweisen des Namens, zum Beispiel Pinkernell oder Pinkerneil.
Im Online-Telefonbuch der Deutschen Telekom gibt es 133 Einträge des Namens Pinkernelle, über die Hälfte (69) davon sind im Bereich Braunschweig/Magdeburg verzeichnet. Die restlichen Einträge verteilen sich hauptsächlich auf die Nordhälfte Deutschlands, lediglich 15 sind im süddeutschen Raum zu finden. Damit ist anzunehmen, dass der Name in der Region Braunschweig/Magdeburg seinen Ursprung fand.
Dies lässt sich dadurch bestätigen, dass viele Familien aus dem Raum Braunschweig/Magdeburg Verwandte in anderen Gebieten des deutschen Bundes haben.